# Сьрода-Велькопольська (гміна)
Гміна Сьрода-Велькопольська (пол. Gmina Środa Wielkopolska) — місько-сільська гміна у північно-західній Польщі. Належить до Сьредського повіту Великопольського воєводства.
Станом на 31 грудня 2011 у гміні проживало 31013 осіб.

## Територія
Згідно з даними за 2007 рік площа гміни становила 207.10 км², у тому числі:
- орні землі: 83.00%
- ліси: 7.00%

Таким чином, площа гміни становить 33.23% площі повіту.

## Населення
Станом на 31 грудня 2011:
| Опис     | Загалом | Загалом | Чоловіки | Чоловіки | Жінки | Жінки |
| -------- | ------- | ------- | -------- | -------- | ----- | ----- |
| одиниця  | осіб    | %       | осіб     | %        | осіб  | %     |
| все      | 31013   | 100     | 15180    | 48.95    | 15833 | 51.05 |
| міське   | 22372   | 100     | 10831    | 48.41    | 11541 | 51.59 |
| сільське | 8641    | 100     | 4349     | 50.33    | 4292  | 49.67 |

## Сусідні гміни
Гміна Сьрода-Велькопольська межує з такими гмінами: Доміново, Занемишль, Клещево, Костшин, Курник, Кшикоси.